# Gordon McCauley
Gordon McCauley (Balclutha (Nieuw-Zeeland), 9 maart 1972) is een Nieuw-Zeelandse voormalig wielrenner wiens actieve carrière liep van 2000-2015. In 2006 won hij de UCI Oceania Tour.

## Overwinningen
1996
Eindklassement Ronde van Southland
1997
 Nieuw-Zeelands kampioen op de weg
1999
Eindklassement Girvan Three Day
Edenbridge
Ottersham
2000
GP de la Ville de Pérenchies
2001
 Nieuw-Zeelands kampioen op de weg
Archer International Grand Prix
3e en 4e etappe Ronde van Southland
Ottersham
Horton Cum Studley
2002
 Nieuw-Zeelands kampioen op de weg
 Nieuw-Zeelands kampioen tijdrijden
Jock Wadley Memorial RR
Wanzele
Archer International Grand Prix
Belsele - Puivelde
Strombeek-Bever
Zwevegem
8e etappe Ronde van Southland
2003
 Nieuw-Zeelands kampioen tijdrijden
Dwars door het Hageland
Dominguez Hills
Santa Barbara
8e en 11e etappe International Cycling Classic
California Bicycle Racing Series
New Plymouth
Te Awamutu Open Road Race
North Harbour Cycling Club Criterium
1e en 4e etappe Tour of Southland
2004
Rodney Rabbit Ride
Boulevard Road Race
1e etappe Ronde van Temecula
Nike Vision Criterium
Captech Classic Richmond
4e en 9e etappe Ronde van Southland
2005
 Nieuw-Zeelands kampioen op de weg
1e,2e,3e,5e etappe en eindklassement Ronde van Taranaki
Eindklassement Ronde van Southland
Oceanisch kampioen op de weg
Oceanisch kampioen tijdrijden
2006
Eindklassement UCI Oceania Tour
4e etappe Ronde van Southland
2007
1e en 2e etappe Ronde van Vineyards
1e, 2e en 7e etappe Ronde van Wellington
Blackpool
Ronde van Pendle
Warwick
2008
1e etappe Ronde van Wellinton
The REV Classic
2e, 4e en 7e etappe Benchmark Homes Tour
3e etappe Ronde van Southland
2009
 Nieuw-Zeelands kampioen op de weg
Proloog, 1e en 5e etappe Benchmark Homes Tour
The Rev Classic
Counties Manukau Cycling Time Trial Ch
Auckland 1000
Wanganui GP
Taupo-Napier Classic
5e etappe Ronde van Southland
2010
 Nieuw-Zeelands kampioen tijdrijden
Cycles 1000
Clubchampionships
Mauku Mountain Classic
2e en 4e etappe Ronde van Taranaki
Auckland 1000
13 etappe Ronde van de Murray River
Eindklassement Ronde van Tasmanië
Bruylandts · David · M.De Clercq · H.De Clercq · De Peuter · Eeckhout · Feys · Janssens · Lernout · Pauwels · Smirnov · Strole · Sunderland · Van De Walle · Van Dyck · G.Vanderaerden · Vermeersch · Vilcinskas · Huybrechts (stagiair) · McCauley (stagiair) 
Burke · Coudray · Cuylits · De Waele · Louder · McCauley · Meirhaeghe · Mifune · Roesems · Tsjerniakov · Van De Walle · Van Der Berg · Van Landeghem · Vanhaecke · Vermeersch · Weynants · Chadwick (stagiair) · Fagan (stagiair) · Roland (stagiair)
Assez · Bijnen · Engels · Goncaras · Gremelpont · Ibbotson · Indekeu · Landrie · Lodge · McCauley · Plas · Richter · Roodhooft · Salermo · Scheirlinckx · Seko · Tonge · Vanstraelen · Balcaen (stagiair) · Simms (stagiair) · Verspaandonk (stagiair)
Davison · Goesinnen · Hucker · Lapthorne · McCauley · Palmer · A.Phelan · Rudolph · Rusli · B.Sulzberger · J.Walker · W.Walker